# Deopalpus pretiosus
Deopalpus pretiosus är en tvåvingeart som först beskrevs av Charles Howard Curran 1934.  Deopalpus pretiosus ingår i släktet Deopalpus och familjen parasitflugor.
Artens utbredningsområde är Guyana. Inga underarter finns listade i Catalogue of Life.